# Champigny-sur-Veude
Champigny-sur-Veude – miejscowość i gmina we Francji, w Regionie Centralnym, w departamencie Indre i Loara.
Według danych na rok 1990 gminę zamieszkiwało 859 osób, a gęstość zaludnienia wynosiła 53 osoby/km² (wśród 1842 gmin Regionu Centralnego Champigny-sur-Veude plasuje się na 463. miejscu pod względem liczby ludności, natomiast pod względem powierzchni na miejscu 824.).